# Лебяжье (озеро, Оконешниковский район)
Лебя́жье — солоноватое озеро в России, располагается на территории Оконешниковского района Омской области. По берегу северо-восточной оконечности озера проходит граница Татарского района Новосибирской области.
Площадь озера составляет 12,5 км².
Озеро Лебяжье находится в Барабинской степи на высоте 96 м над уровнем моря, в 80 км западнее озера Чаны.